# سیفی هاوائری
سیفی هاوائری (ترکی استانبولی: Seyfi Havaeri؛ ۱۸ ژوئیه ۱۹۲۰ – ۲۴ ژانویه ۲۰۰۹) هنرپیشه، فیلم‌نامه‌نویس، نویسنده اهل ترکیه بود. او اولین فیلم خود را در سال ۱۹۴۸ کارگردانی کرد.